# Visayavårtsvin
Visayavårtsvin (Sus cebifrons) är en utrotningshotad art i däggdjurssläktet svin, som lever endemiskt på Filippinerna.

## Beskrivning
Djuret når en kroppslängd mellan 80 och 100 centimeter, en mankhöjd omkring 60 centimeter och en vikt mellan 30 och 70 kilogram. Pälsens färg är mörkbrun och hannar har dessutom en lång man vid sin nacke. Huvudet har tre par vårtor (pustlar).
Arten förekommer på Visayaöarna som är en del av Filippinerna. Idag förekommer den bara på öarna Panay och Negros, på Cebu och flera mindre öar är arten utdöd. Habitatet utgörs av skogar, huvudsakligen regnskogar.
Det är inte mycket känt om djurets levnadssätt. Enligt berättelser lever de i grupper av fyra till fem individer, även ensamma hannar iakttogs. Liksom de flesta andra svindjuren är de allätare som livnär sig av frukter, rötter, insekter, ägg, mindre ryggradsdjur och as.

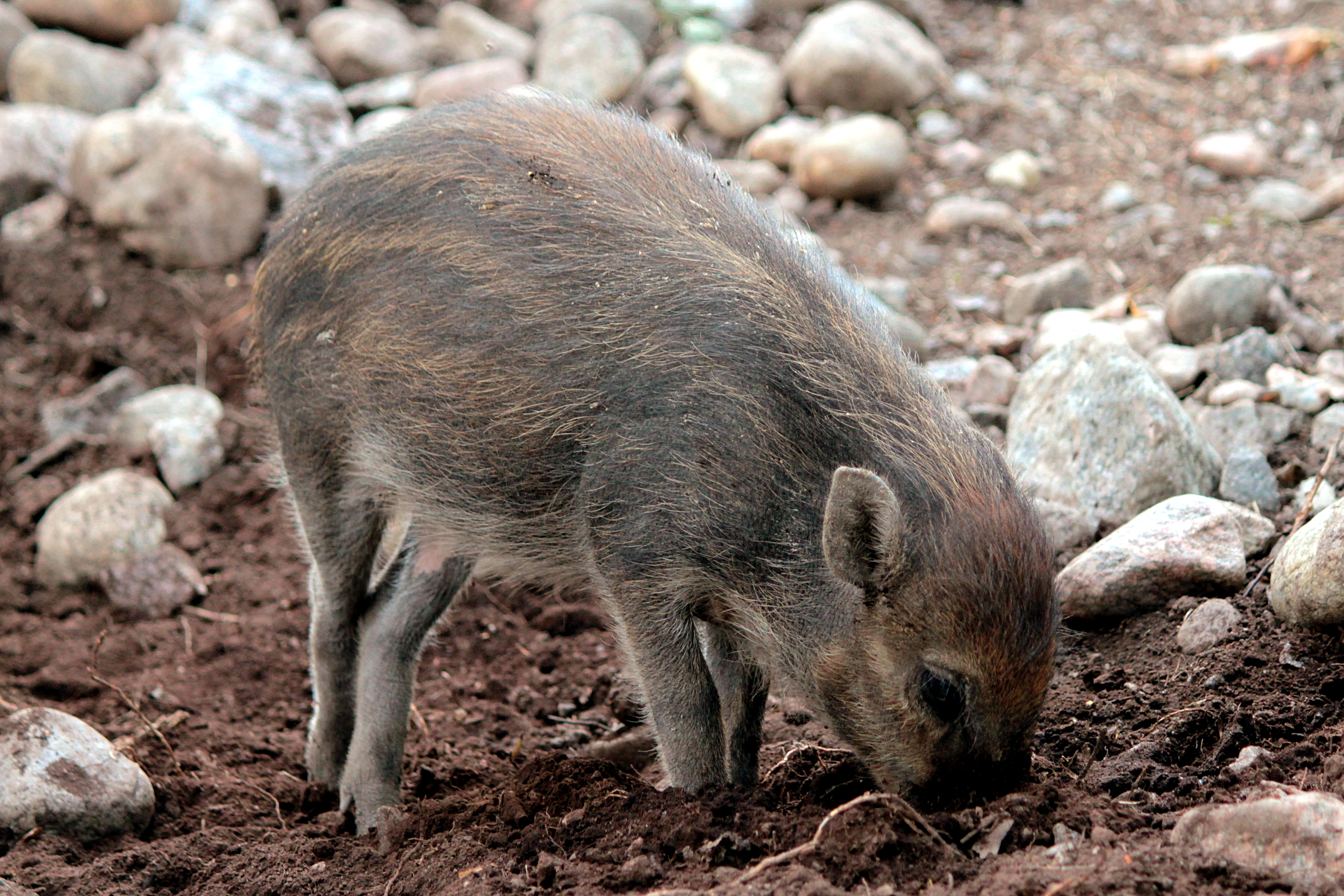
Kulting, på Parken Zoo.

Liksom flera andra djur på Filippinerna är visayavårtsvin utrotningshotad. De är hotade på grund av människans förstöring av levnadsområden. De betraktas även som skadedjur och jagas när de gräver i odlingsmark. Trots allt är artens beståndsutveckling oklart. IUCN listar Sus cebifrons som akut hotad (CR). För att bevara arten finns skyddszoner och avelsprogram i djurparker, bland annat ingår de i det europeiska bevarandesamarbete EEP.